# Henri Larnoe
Alfons Henri "Rik" Larnoe, född 18 maj 1897 i Hoboken, död 24 februari 1978 i Zoersel, var en belgisk fotbollsspelare.
Larnoe blev olympisk guldmedaljör i fotboll vid sommarspelen 1920 i Antwerpen.